# Microsoft Expression Studio
Microsoft Expression Studio是微軟針對開發者與設計師開發的設計與媒體套件應用程式。

## 概要
微軟於2005年9月16日洛杉磯專業開發人員大會上展示Expression及於2007年傳播媒體展上展示Expression Encoder。在該些產品中Expression Blend、Expression Design與Expression Encoder均使用Windows Presentation Foundation編寫。Expression Web是Microsoft FrontPage的後繼者，但其功能明顯與FrontPage不同，如使用自己的渲染引擎而不是Internet Explorer的Trident排版引擎，所有FrontPage插件與功能亦被移除。Expression Media主要是基於其前身，微軟在2006年7月收購的iView Media。Expression Design所使用的技術亦是基於以前收購的產品Creature House Expression，但以WPF完全的重新編寫。

## 應用程式
- Microsoft Expression Web（英语：Microsoft Expression Web）（開發代號Quartz）- 所見即所得網站設計器與HTML編輯器
- Microsoft Expression Blend（英语：Microsoft Expression Blend） + SketchFlow（開發代號Sparkle）- 視覺化製作Windows Presentation Foundation及Silverlight應用程式的用戶界面
- Microsoft Expression Design（開發代號Acrylic）- 點陣與向量圖像編輯器
- Microsoft Expression Media（英语：Microsoft Expression Media） - 數位資產與媒體管理器
- Microsoft Expression Encoder（英语：Microsoft Expression Encoder） - VC-1內容編碼器:

## 外部連結

### 微軟
- Microsoft Expression - 官方網頁
- Microsoft Expression團隊網誌 （页面存档备份，存于） - 新聞、示範、教學
- Q&A: Microsoft Unveils Next Generation of Web Authoring and Design Tools - 微軟新聞稿

### 教程與消息
- Microsoft Expression Tutorials - 有用的教程
- What is Expression? （页面存档备份，存于）：Expression開發者的網誌與RSS饋送
- NetFXGuide.com上的Microsoft Expression頁面
- Microsoft Expression written and flash tutorials. Expression網上論譠與幫助 （页面存档备份，存于）